# Abarema auriculata
Abarema auriculata là một loài thực vật có hoa trong họ Đậu.